# 한예슬
한예슬(韓藝瑟, 본명: 김예슬이, 1981년 9월 18일~)은 대한민국의 배우이다.
한예슬은 미국 캘리포니아주 로스앤젤레스에서 태어나 세리토스 고등학교를 졸업한 후, 미국 세리토스 전문대학에서 컴퓨터 그래픽을 전공했다. 그녀는 이후 2001년 SBS 슈퍼모델 선발대회를 통해 연예계에 입문하였다. 이 대회 동기생인 최여진과 공현주, 한지혜도 역시 그녀와 마찬가지로 배우로 성장하였다. 2005년 좋은 아침에 게스트로 출연한 한예슬은 연예계 데뷔 계기에 대해 말했다. 슈퍼모델 입상 후 한예슬은 잠시 모델로서 예정된 활동을 하다가 2002년 여름에 미국으로 돌아가 진로에 대한 진지한 고민을 하였다고 한다. 연예인이 되고싶다는 확신이 생기자 2003년 여름 다시 한국으로 돌아왔다. 이후 한예슬은 2003년 MBC 시트콤 《논스톱 4》에 곧바로 캐스팅되어 빠르게 인기를 끌었다.
한예슬은 2006년 MBC 로맨틱 코미디 드라마 《환상의 커플》에서 오만하고 건방진 리조트 재벌 안나 조에서 기억상실증에 걸리면서 하루 아침에 빈털털이로 식모가 되는 나상실 역을 자신만의 독특한 캐릭터로 연기하며 스타덤에 올랐다. 2007년 영화 《용의주도 미스신》에서 저돌적인 성격으로 촉망받는 광고기획자 미수 역의 연기가 평단의 호평을 받아 제44회 백상예술대상 영화부문 여자 신인연기상, 제45회 대종상 영화제, 제30회 청룡영화상, 제31회 황금촬영상 신인여우상을 수상하는 쾌거를 이뤘다.
한예슬은 2014년 11월 1일부터 2015년 1월 11일까지 방영된 SBS 드라마 《미녀의 탄생》으로 2011년 KBS 드라마 《스파이 명월》 이후 3년만에 드라마판으로 복귀했다. 이 작품에서 100Kg의 악력 좋은 체육인 출신이자 남편에게 버림받은 아줌마에서 목숨을 건 성형 수술 후 최고의 미녀로 거듭나 남편에게 복수를 하는 사라(사금란)역으로 출연하였다.
한예슬은 2019년 9월 '한예슬is'라는 유튜브 채널을 개설, 운영하고 있다.
남편이 호스트바 출신인 것이 밝혀져 논란이 되었다.

## 학력
- 세리토스 고등학교
- 세리토스 2년 전문대학 컴퓨터그래픽학과 Associate Degree

## 개인 생활

### 미국 국적 포기
한예슬은 2004년, 미국 국적을 포기하여 대한민국 국적만 남게 되었다.

### 테디와의 열애 및 결별
2013년 11월 25일, 원타임 출신의 프로듀서 테디와 6개월 째 열애 중이라는 소식을 전해왔다. 2016년 10월 24일에 결별 소식이 전해졌고, 두 사람은 이 사실을 인정하며 결별 이유는 바쁜 스케줄 탓에 자연스레 멀어진 것으로 밝혀지며, 4년 열애의 마침표를 찍었다.

### 공개 열애 후 결혼
2021년, 예전 연극배우로 활동했던 10살 연하의 남자친구가 있다는 사실을 밝혔다. 이후 2024년 5월 초에 법적으로 혼인신고를 하며 부부가 되었다.

## 출연 작품

### 드라마
| 연도 | 방송사 | 제목                      | 역할              | 비고                                    |
| ---- | ------ | ------------------------- | ----------------- | --------------------------------------- |
| 2002 | SBS    | 대박가족                  | 승무원            | 시트콤                                  |
| 2003 | MBC    | 논스톱 4                  | 한예슬            | 시트콤                                  |
| 2004 | KBS    | 구미호 외전               | 채이              |                                         |
| 2004 | MBC    | 논스톱 5                  | 한예슬 (특별출연) | 시트콤, "막동이가 막순이를 만났을때" 편 |
| 2005 | SBS    | 그 여름의 태풍            | 한은비            |                                         |
| 2006 | MBC    | 환상의 커플               | 안나 조/나상실    |                                         |
| 2008 | SBS    | 타짜                      | 이난숙/지나       |                                         |
| 2009 | SBS    | 크리스마스에 눈이 올까요? | 한지완            |                                         |
| 2010 | SBS    | 크리스마스에 눈이 올까요? | 한지완            |                                         |
| 2011 | KBS    | 스파이 명월               | 한명월            |                                         |
| 2014 | SBS    | 미녀의 탄생               | 사라/사금란       |                                         |
| 2015 | SBS    | 미녀의 탄생               | 사라/사금란       |                                         |
| 2016 | JTBC   | 마담 앙트완               | 고혜림            |                                         |
| 2017 | MBC    | 20세기 소년소녀           | 사진진            |                                         |
| 2019 | SBS    | 빅이슈                    | 지수현            |                                         |
| 2024 | TV조선 | 서울에 여왕이 산다        |                   |                                         |

### 영화
| 연도 | 제목               | 역할                   | 비고       |
| ---- | ------------------ | ---------------------- | ---------- |
| 2007 | 용의주도 미스신    | 신미수                 |            |
| 2009 | 몬스터 vs 에일리언 | 거대렐라 (한국판 더빙) | 애니메이션 |
| 2011 | 티끌 모아 로맨스   | 구홍실                 |            |

## 연기 외 활동

### 텔레비전 프로그램

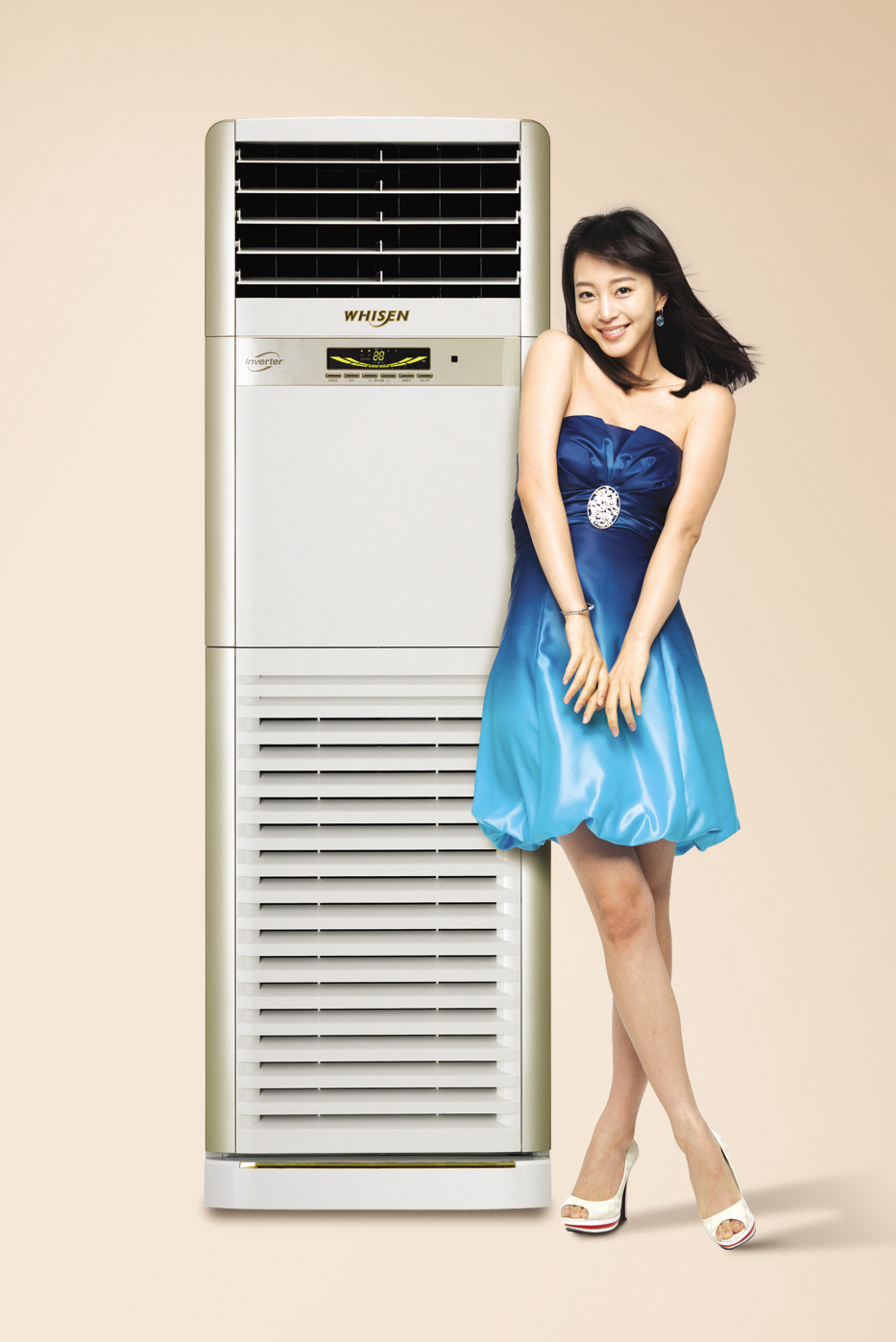
2010년 9월, LG전자 광고에서 한예슬

| 연도 | 방송사      | 제목                     | 역할   | 기간                                        | 비고                          |
| ---- | ----------- | ------------------------ | ------ | ------------------------------------------- | ----------------------------- |
| 2001 | SBS         | 한밤의 TV연예            | 리포터 |                                             |                               |
| 2004 | SBS         | SBS 인기가요             | MC     | 2004년 10월 31일 ~ 2005년 6월 5일           | 김동완과 공동 진행            |
| 2004 | MBC         | 섹션TV 연예통신          | MC     | 2004년 3월 10일 ~ 2005년 9월 14일           | 김용만과 공동 진행            |
| 2004 | MBC         | 전파견문록               | 게스트 | 2004년 6월 28일                             | 233회                         |
| 2004 | MBC         | MBC 가요대제전           | MC     | 2004년 12월 31일                            | 김용만, 한지혜과 공동 진행    |
| 2005 | SBS         | 좋은 아침                | 게스트 | 2005년 7월 13일                             | 2157회                        |
| 2006 | MBC         | MBC 연기대상             | MC     | 2006년 12월 30일                            | 유재석과 공동 진행            |
| 2007 | SBS         | 야심만만                 | 게스트 | 2007년 12월 3일                             | 239회                         |
| 2007 | MBC         | 황금어장 - 무릎팍도사    | 게스트 | 2007년 12월 5일 ~ 12월 18일                 |                               |
| 2007 | KBS         | 상상플러스               | 게스트 |                                             | 160회                         |
| 2007 | She's Olive | 한예슬 in L.A            | 본인   | 2007년 12월 14일 ~ 12월 21일                |                               |
| 2007 | KBS         | 연예가 중계              | 게스트 | 2007년 12월 22일                            | 게릴라 데이트(1203회)         |
| 2008 | SBS         | 기아체험 24시간          | 게스트 | 2008년 10월 3일                             |                               |
| 2008 | KBS         | 연예가 중계              | 게스트 | 2008년 12월 13일                            | 게릴라 데이트(1252회)         |
| 2008 | SBS         | SBS 연기대상             | MC     | 2008년 12월 31일                            | 류시원과 공동 진행            |
| 2009 | SBS         | 제46회 대종상영화제      | MC     | 2009년 11월 6일                             | 최기환과 공동 진행            |
| 2010 | 빈칸        | 제4회 아시아 필름 어워드 | MC     | 2010년 3월 22일                             | 안젤라 초우, 리사와 공동 진행 |
| 2014 | SBS         | 일요일이 좋다 - 런닝맨   | 게스트 | 2014년 11월 2일                             | 219회                         |
| 2016 | JTBC        | 비정상회담               | 게스트 | 2016년 1월 18일                             | 81회                          |
| 2019 | MBC         | 언니네 쌀롱              | MC     | 2019년 9월 5일~9월 12일, 11월 4일~12월 16일 | 파일럿방송 &정규방송          |

### 뮤직 비디오
| 연도 | 가수 | 제목           | 비고 |
| ---- | ---- | -------------- | ---- |
| 2003 | 휘성 | With Me        |      |
| 2010 | 비   | 널 붙잡을 노래 |      |

### 참여 음반
| 연도 | 가수/곡명                         | 음반명                               | 비고        |
| ---- | --------------------------------- | ------------------------------------ | ----------- |
| 2004 | 그댄 달라요                       | 논스톱 4 O.S.T (MBC 시트콤)          |             |
| 2004 | 말해줘 (앤디, 전진, 한예슬, 혜령) | 신화 - Winter Story 2004~05          | 피처링 참여 |
| 2005 | Memory                            | 그 여름의 태풍 O.S.T (SBS 주말 극장) |             |
| 2007 | Make Me Shine                     | 용의주도미스신 O.S.T                 |             |
| 2009 | 연애특강 (Feat. 한예슬)           | 마이티 마우스 - Love Class           | 피처링 참여 |

### 광고
| 연도      | 기업명                             | 브랜드명 (제품명)              | 품목(종류)               | 공동 출연                               | 비고 |
| --------- | ---------------------------------- | ------------------------------ | ------------------------ | --------------------------------------- | ---- |
| 2002      | LG전자                             | LG DVD 콤보                    | TV가전                   |                                         |      |
| 2002      | 롯데제과                           | 와(WWWA)                       | 아이스크림               |                                         |      |
| 2002      | 동아 오츠카                        | 데미소다                       | 음료                     |                                         |      |
| 2002      | JCB카드                            | JCB카드                        | 신용카드                 |                                         |      |
| 2002      | NH투자증권                         | NH투자증권                     | 기업 광고                |                                         |      |
| 2003~2005 | 한국피자헛                         | 피자헛                         | 피자 프랜차이즈          |                                         |      |
| 2003      | 한국모토로라                       | 모토로라                       | 휴대폰                   | 정우성                                  |      |
| 2003      | OB맥주                             | OB 큐팩                        | 주류                     |                                         |      |
| 2004      | 나드리화장품                       | 보떼 드 멜                     | 화장품                   |                                         |      |
| 2004      | 현대약품                           | 헬씨올리고                     | 식이음료                 |                                         |      |
| 2004      | 오리온                             | 웰미                           | 스낵                     |                                         |      |
| 2004      | CJ제일제당                         | 스팸                           | 식품                     | 김용건                                  |      |
| 2004      | (주)뉴코아                         | 파비뉴21                       | 쇼핑몰                   |                                         |      |
| 2004~2005 | 삼성전자                           | 삼성케녹스                     | 카메라                   |                                         |      |
| 2005      | 정보통신부, 프로그램심의조정위원회 | 정품 소프트웨어 사용 캠페인    | 공익광고                 | 윤상현                                  |      |
| 2005      | (주)금복주                         | 참소주                         | 주류                     |                                         |      |
| 2007~2009 | 클라란스 코리아                    | 클라란스(CLARINS)              | 화장품                   |                                         |      |
| 2007      | 한국코카콜라                       | 맑은하루녹차                   | 차음료                   |                                         |      |
| 2007      | 랄프로렌 코리아                    | 폴로 랄프로렌                  | 의류                     |                                         |      |
| 2007~2008 | 신원그룹                           | 씨(SI)                         | 여성의류                 |                                         |      |
| 2007~2010 | 신영와코루                         | 비너스(VENUS)                  | 언더웨어                 |                                         |      |
| 2007~2011 | LG유니참                           | 바디피트, 귀애랑               | 여성생리대               |                                         |      |
| 2008      | 우리은행                           | V카드                          | 신용카드                 |                                         |      |
| 2008      | OB맥주                             | 카스레몬 맥주                  | 주류                     |                                         |      |
| 2008      | (주)아이에스이커머스               | 위즈위드                       | 글로벌 쇼핑 네트워크     |                                         |      |
| 2008      | 리복 코리아                        | 리복(Reebok)                   | 스포츠웨어               |                                         |      |
| 2008~2009 | LG생활건강                         | 더블리치 샴푸                  | 헤어케어                 |                                         |      |
| 2008~2009 | 롯데푸르밀                         | V12 비타민워터                 | 음료                     |                                         |      |
| 2009~2010 | LG전자                             | 휘센 에어컨, 휘센 시스템에어컨 | 생활가전                 | 송승헌                                  |      |
| 2009~2010 | 대선주조                           | 시원(C1) 소주                  | 주류                     |                                         |      |
| 2009~2010 | 한국도미노피자                     | 도미노피자                     | 피자 프랜차이즈          |                                         |      |
| 2009~2012 | 바슈롬 코리아                      | 바슈롬(BAUSCH+LOMB)            | 콘택트렌즈               |                                         |      |
| 2009~2013 | (주)카페베네                       | 카페베네                       | 카페 프랜차이즈          | 송승헌(2011)                            |      |
| 2010      | 영화진흥위원회, 영상물보호위원회   | 굿다운로더 캠페인              | 불법다운로드 공익광고    | 안성기 박중훈 정재영 박해일 수애 유승호 |      |
| 2010~2011 | LG생활건강(바이올렛드림)           | 보브(VOV)                      | 화장품                   |                                         |      |
| 2011      | 한국야쿠르트                       | 리듬엔밸런스 알앤비            | 장음료                   |                                         |      |
| 2012~2016 | (주)위비스                         | 지센                           | 여성의류                 |                                         |      |
| 2016      | 롯데칠성                           | 트레비                         | 탄산수음료               |                                         |      |
| 2012~2015 | 스와로브스키 코리아                | 스와로브스키                   | 주얼리 브랜드            |                                         |      |
| 2014~2016 | 덱케(DECKE)                        | 덱케                           | 가방 브랜드              |                                         |      |
| 2015~2017 | 샤넬                               | 샤넬 뷰티                      | 패션, 뷰티, 시계, 주얼리 |                                         | 한국 |
| 2017      | 라피스                             | 라피스센시블레                 | 선글라스                 |                                         |      |
| 2017      | 아레나 코리아                      | 아레나                         | 스포츠 브랜드            |                                         |      |
| 2017      | 레스피로(RESPIRO)                  | 레스피로                       | 청바지                   |                                         |      |
| 2017      | (주)보끄레머천다이징               | 조이그라이슨                   | 가방 브랜드              |                                         |      |
| 2017~     | 불가리(Bvlgari)                    | 불가리                         | 이탈리아 하이주얼리&가방 |                                         |      |
| 2017~     | (주)크레모랩                       | 크레모랩                       | 화장품                   |                                         |      |
| 2018~     | (주)블랙야크                       | 힐크릭(Heal Creek)             | 골프웨어 브랜드          | 이서진(2019)                            |      |
| 2018~     | 바이브레이트(vibrate)              | 바이브레이트                   | 패션 브랜드              |                                         |      |
| 2018~     | 서포트라이트(supportlight)         | 서포트라이트                   | 선글라스                 |                                         |      |
| 2019~     | (주)위미인터내셔날                 | 반디(BANDI)                    | 네일 브랜드              |                                         |      |
| 2019~     | 입생로랑(YSL)                      | 입생로랑 뷰티                  | 프랑스 패션&뷰티         |                                         |      |
| 2021      | 프라우                             | 보헤나300                      | 건강식품/해양심층수      |                                         |      |
| 2021      | 코오롱 FnC                         | 슈콤마보니                     | 패션 브랜드              |                                         |      |

## 기타 경력
| 연도 | 홍보대사명                   | 비고 |
| ---- | ---------------------------- | ---- |
| 2001 | 2001 SBS 슈퍼모델 선발대회   |      |
| 2009 | 제3회 세계한인의 날 홍보대사 |      |

## 수상 및 후보
| 연도 | 시상식                      | 부문                           | 작품            | 결과 |
| ---- | --------------------------- | ------------------------------ | --------------- | ---- |
| 2001 | SBS 슈퍼모델 선발대회       | 줄리엣상                       | 빈칸            | 수상 |
| 2004 | MBC 방송연예대상            | 코미디/시트콤부문 최우수상     | 논스톱 4        | 수상 |
| 2006 | MBC 연기대상                | 여자 우수상                    | 환상의 커플     | 수상 |
| 2006 | MBC 연기대상                | 여자 인기상                    | 환상의 커플     | 수상 |
| 2006 | MBC 연기대상                | 베스트커플상(오지호와 함께)    | 환상의 커플     | 수상 |
| 2007 | 제43회 백상예술대상         | TV부문 여자 최우수연기상       | 환상의 커플     | 후보 |
| 2007 | 제43회 백상예술대상         | TV부문 여자 인기상             | 환상의 커플     | 수상 |
| 2008 | 제3회 아시아 모델상 시상식  | 한국 최고 모델스타상           | 빈칸            | 수상 |
| 2008 | 제44회 백상예술대상         | 영화부문 여자 신인연기상       | 용의주도 미스신 | 수상 |
| 2008 | 제44회 백상예술대상         | 영화부문 여자 인기상           | 용의주도 미스신 | 후보 |
| 2008 | 제45회 대종상영화제         | 신인여우상                     | 용의주도 미스신 | 수상 |
| 2008 | 제45회 대종상영화제         | 코리아닷컴 여자 인기상         | 용의주도 미스신 | 수상 |
| 2008 | 제30회 청룡영화상           | 신인여우상                     | 용의주도 미스신 | 수상 |
| 2008 | 제7회 대한민국 영화대상     | 신인여우상                     | 용의주도 미스신 | 후보 |
| 2008 | 제52회 아시아 태평양 영화제 | 여우주연상                     | 용의주도 미스신 | 후보 |
| 2008 | 제4회 싱가포르 아시아영화제 | 여우주연상                     | 용의주도 미스신 | 후보 |
| 2008 | 제31회 황금촬영상           | 최우수 신인여우상              | 용의주도 미스신 | 수상 |
| 2008 | SBS 연기대상                | 특별기획부문 여자 연기상       | 타짜            | 수상 |
| 2008 | SBS 연기대상                | 10대 스타상                    | 타짜            | 수상 |
| 2008 | SBS 연기대상                | 베스트커플상(장혁과 함께)      | 타짜            | 후보 |
| 2009 | 제45회 백상예술대상         | TV부문 여자 최우수연기상       | 타짜            | 후보 |
| 2014 | SBS 연기대상                | 중편드라마부문 여자 우수연기상 | 미녀의 탄생     | 수상 |
| 2014 | SBS 연기대상                | 10대 스타상                    | 미녀의 탄생     | 수상 |
| 2014 | SBS 연기대상                | 베스트커플상(주상욱과 함께)    | 미녀의 탄생     | 수상 |
| 2015 | 제15회 화정 어워즈          | 글로벌 최고 드라마 여배우상    | 미녀의 탄생     | 수상 |
| 2016 | 제9회 코리아 드라마 어워즈  | 여자 우수상                    | 마담 앙트완     | 후보 |
| 2017 | MBC 연기대상                | 월화극부문 여자 최우수연기상   | 20세기 소년소녀 | 후보 |